# جوليان هيرش (مصور سينمائي)
جوليان هيرش (بالفرنسية: Julien Hirsch)‏ (و. 1964  م) هو مصور سينمائي فرنسي، ولد في الدائرة الرابعة عشرة في باريس.

## التعليم
تعلم في كلية لويس لوميير.

## وصلات خارجية
- جوليان هيرش في قاعدة بيانات الأفلام على الإنترنت
- جوليان هيرش  على موقع أول موفي